# Urocitellus washingtoni
Urocitellus washingtoni — вид ховрахів Urocitellus, поширений у тихоокеанських північно-західних штатах Вашингтон і Орегон, США.

## Морфологічна характеристика
Довжина голови й тулуба становить від 185 до 245 міліметрів, а хвіст — від 32 до 65 міліметрів. Вага в лютому становить ≈ 160 г, а в кінці травня — ≈ 260 г. Самці трохи більші за самиць. Тварини мають димчасте блідо-сіре забарвлення спини з червонуватим відтінком і білими чи кремовими плямами з діаметром ≈ 4 мм. Черево сірувато-біле з рожево-піщаним відтінком, а лапи від білого до піщаного кольору. Верхнє й нижнє забарвлення розділяє лінія. Хвіст плямистий сірий, з коричним кольором зверху і рожево-коричним знизу, а також матово-білий. Подібно до інших видів, ноги короткі, а вуха малі й округлі. На голові високо посаджені округлі очі. Моляри мають високі коронки.

## Поширення
Ендемік США (Вашингтон, Орегон). Живе на висотах від 90 до 450 метрів. Займає чагарниково-степовий ареал екосистеми басейну Колумбії. Його найбільше в районах з високим трав'яним покривом, на глибоких ґрунтах з низьким вмістом глини і високим вмістом мулу.
Більшість ізольованих субпопуляцій є вразливими до загрози зникнення через перетворення пасовищ на сільськогосподарські угіддя, а також через отруєння та відстріл.

## Спосіб життя
Особи живуть поодинці або колоніями. Веде денний спосіб життя, але під час спекотної погоди найбільш активний вранці. Вони будують складні підземні камери, які використовують рік за роком і розширюють щосезону. У періоди бездіяльності нори закриваються. Ці ховрахи можуть проводити до 8 місяців на рік у сплячці або сплячці.

## Відтворення
Цей вид розмножується в кінці січня — на початку лютого, незабаром після виходу зі сплячки; пізніше на вищих висотах, ніж на нижчих висотах. Молодняк народжується в гніздовій камері в підземній норі. Вагітність триває приблизно 23–30 днів. Молодняк народжується в лютому і на початку березня. Розмір виводку 5–11 (в середньому вісім).

## Трофіка
Харчування включає трав'янисту рослинність (у тому числі культурні), коріння, цибулини, насіння та комах. Дорослі особини виходять із сплячки наприкінці січня-березня, харчуються протягом весни та до літа та накопичують жир. Борсук, мабуть, найголовніший хижак. 